# Dia do Programador
O Dia do Programador (em russo:  День программиста) é um feriado profissional oficial na Rússia, celebrado no 256º dia do ano (13 de setembro; ou 12 de setembro nos anos bissextos), conforme decreto presidencial russo.
O número 256 ({\displaystyle 2^{8}}) foi escolhido para esta data porque 256 é o número de valores distintos que podem ser representados com um byte de oito bits, um número bem conhecido entre os programadores. Além disso, '256' em hexadecimal é '100' ('0x100'), e é a maior potência de 2 abaixo de 365 (o número de dias em um ano).
No Brasil, a data não é um feriado, existe um acordo coletivo comemorando o Dia do Profissional de Informática na terceira segunda feira do mês de outubro. Em 2011 foi 17 de outubro, em 2016 foi dia 19 de outubro.